# 中里綴
中里 綴（なかさと つづる、1951年3月15日 - 1988年3月5日）は、日本の作詞家、元女優・歌手である。
本名は神田 恵美（かんだ えみ）、女優時代の芸名は江美 早苗（えみ さなえ）、作詞家としての別名に神田 エミ（かんだ えみ）がある。日本音楽著作権協会の全信託会員であり、没後についても同協会が音楽著作権を管理している。元夫に殺害された。

## 人物・来歴

### 江美早苗の時代
1951年（昭和26年）3月15日、島根県松江市に生まれる。実家は老舗旅館であり、4人兄弟の末っ子であった。
6歳からバレエを習い始め、小学2年生になった1958年（昭和33年）、西野バレエ団に入団する。1966年（昭和41年）3月、松江市内の中学校卒業後、4月、島根県立松江北高等学校に進学するも、親の反対を押し切り同校を中途退学して東京に移り、同バレエ団で活躍、やがて金井克子、由美かおる、奈美悦子、原田糸子と並ぶ5人娘と呼ばれるようになる。江美早苗の名で、1967年（昭和42年）に同バレエ団のメンバーで結成されたダンスグループ「レ・ガールズ」に参加、8月4日に放映開始した音楽バラエティ番組『レ・ガールズ』（日本テレビ）にレギュラー出演、1968年（昭和43年）3月16日に公開された劇場用映画『ミニミニ突撃隊』や9月15日に公開された『初恋宣言』に「レ・ガールズ」のメンバーとともに出演する。1968年にはフィリップスレコードと歌手として専属契約し、2月5日、シングルレコード『涙でかざりたい』でソロ歌手としてデビューしている。
1971年（昭和46年）1月31日に放送開始し現在もつづく長寿番組『新婚さんいらっしゃい!』の初代司会に満19歳で抜擢され、月亭可朝・桂三枝との3人でスタートを切った。7月11日の放送分を最後に同番組を降板、翌週からの2代目司会梓みちよに交代した。6月16日に公開された『呪いの館 血を吸う眼』（監督：山本迪夫）は、女優としての江美の代表作とされる。10月に発売されたシングル『ふたりの歓び』を最後に歌手活動を終えている。合計7枚のシングルを発表した。この間に、通信教育を受け、日本放送協会学園高等学校（現在のNHK学園高等学校）を卒業した。
1972年（昭和47年）春、満21歳で引退し、同バレエ団を退団して郷里の松江市に戻る。

### 中里綴・神田エミの時代
1973年（昭和48年）9月、東京に戻り、作詞家としての再スタートを切る。
1974年（昭和49年）6月には、田山雅充が結成したグループ「赤い花」のデビューシングル「赤い花みつけた」のB面曲『今愛の中で』（作曲：田山雅充、キャニオンレコード）に中里綴の名で歌詞を提供している。1975年（昭和50年）には、田山の新しいデュオ「たやまと夕子」に『暮れそで暮れない黄昏どきは』を提供している。1975年、南沙織が当時のキャニオンレコード（現在のポニーキャニオン）のディレクターであった屋代に作詞の相談に訪れたことがきっかけとなり、『暮れそで暮れない黄昏どきは』を『人恋しくて』と改題、南沙織の8月1日発売のシングルとして、CBSソニーレコード（現在のソニーレコード）から発売された。南は、本作によって第17回日本レコード大賞歌唱賞を受賞、同曲で『第26回NHK紅白歌合戦』に5回目の出場を果たしている。その後も多く田山と組み、田山の翌1976年（昭和51年）2月26日に発売されたソロデビューシングル「春うらら」では、補作詞でクレジットされている。
以降、作詞家としての地位を築き、1978年（昭和53年）5月5日に発売された伊藤咲子のシングル「寒い夏」につづき、7月5日に発売された伊藤のアルバム『おるごおる』の全曲作詞を務めた。
1980年代にかけて、沢田聖子、中森明菜、堀ちえみらの楽曲の作詞を手がけた。作詞家としての再出発以来8年の同棲生活を経て、1981年（昭和56年）3月、元フィリップスレコード社員で音楽プロデューサーとして独立していた14歳年上の男性と結婚するも、1985年（昭和60年）12月協議離婚している。
1986年（昭和61年）3月以降に発表された楽曲について、神田エミの名を使用するようになった。同名義では、1986年、少年隊のミュージカル『ミュージカルPLAYZONE “MYSTERY”』の6曲の作詞を手がけ、同ミュージカルで組んだ作曲家の井上堯之と組んで、萩原健一の『GIMME YOUR LOVE』を手がけている。

### 元夫による殺害・36歳で死去
1988年（昭和63年）3月5日、復縁を要求してつきまとい、かねてからストーカー行為を行っていた元夫が、東京都品川区上大崎の自宅マンションにバスルームの窓を破壊して侵入し、刃渡り20センチメートルの牛刀および登山ナイフで全身22か所を滅多刺しにされ致命的な傷害を受けた。元夫は離婚後もしつこくつきまとったり嫌がらせ電話をかけたりしていたため、江美は大崎署に相談していた。近くの病院に運ばれたが、3月5日19時5分、死去した。満36歳没。元夫は屋上に籠城し、翌日0時28分に逮捕、5月17日には東京地方裁判所で初公判が行われ、裁判の結果、懲役12年の実刑判決が下り、服役した。中里の暮らしたマンションは解体・再開発され、2003年（平成15年）に22階建ての高層マンションに建替えられた。元夫はすでに刑期を満了して出所しているが、その後の消息については明らかにされていない。

## フィルモグラフィ
すべて江美早苗名義である。

### 劇場用映画
- 『ミニミニ突撃隊』：監督：梅津明治郎、配給松竹、1968年3月16日公開 - 江夏幸枝 役（レ・ガールズ）
- 『初恋宣言』：監督：梅津明治郎、配給松竹、1968年9月15日 - 早田笑子 役
- 『喜劇・婚前旅行』：監督：瀬川昌治、配給松竹、1969年4月26日公開 - 美代子 役
- 『喜劇・三億円大作戦』：監督：石田勝心、配給東宝、1971年1月21日公開 - マツエ 役
- 『呪いの館 血を吸う眼』：監督：山本迪夫、配給東宝、1971年6月16日公開 - 柏木夏子 役

### テレビ映画
バラエティ番組3作を含む。
- 『レ・ガールズ』（音楽バラエティ番組、1967年8月 - 1968年7月、日本テレビ） - レギュラー出演
- 『ヤング720』（1968年6月 - 9月、TBS） - 司会
- 『それゆけ!5人娘』（監督：不明、1969年1月1日放映、TBS）[13]
- 『フラワーアクション009ノ1』（監督：小松範任・竹本弘一・山田稔・島津昇一・江崎実生・小山幹夫・田口勝彦、1969年10月7日 - 12月30日放映、フジテレビ） - モンキー 役・レギュラー出演
  - 第11話「黄金の指が逃げちゃった」（1969年12月16日放映） - 白石ユカ 役※二役
- 『青空にとび出せ!』（1969年3月 - 9月、TBS） - ゲスト出演・第16話/第17話（いずれも監督：上野英隆）
- 『魔女はホットなお年頃』（監督：永塩良輔、1970年10月 - 1971年3月、毎日放送） - ゲスト出演・第11話
- 『恋愛術入門』（1970年10月 - 1971年3月、TBS） - ゲスト出演・第24話『花と月と音楽』（監督不明、最終回、1971年4月5日放映）[14]
- 『新婚さんいらっしゃい!』（朝日放送） - 初代アシスタント（バラエティ番組、1971年1月 - 7月）
- 『キイハンター』（TBS） - ゲスト出演
  - 第203話「突撃！ニッポン どぶねずみ強盗団」（監督：小松範任、1972年2月19日放映）
  - 第208話「さらば超望遠銃の標的」（監督：井上昭、1972年3月25日放映）

## ディスコグラフィ

### 歌唱
すべて江美早苗名義、製作・発売元はフィリップス・レコードである。
- 『涙でかざりたい』（B面『夢のなかの彼』）、FS-1035, 1968年2月5日発売
- 『チャカブン』（B面『あなたは遠くに』）、FS-1044, 1968年5月25日発売
- 『アモーレ・バカンツァ』（B面『夢みる年頃』）、FS-1054, 1968年8月25日発売
- 『花の誘惑』（B面『恋のロリロリ』）、FS-1073, 1969年2月10日発売
- 『愛しています』（B面『蒼い風の中で』）、FS-1144, 1970年8月発売
- 『愛の鎖』（B面『いいわけなんてしない』）、FS-1193, 1971年5月発売
- 『ふたりの歓び』（B面『わけもないのに』）、FS-1222, 1971年10月発売

### 作詞

#### 中里綴名義
- あおい輝彦「バラの渚」、1978年2月5日発売（同名シングル、作曲長戸大幸）
- 赤い花「今愛の中で」、1974年6月発売（デビューシングル『赤い花みつけた』B面）
- 秋ひとみ
  - 「美濃路くれない」
- 麻丘めぐみ
  - 「はじらい」
  - 「恋景色」
- 浅野ゆう子
  - 「仮面舞踏会」
  - 「恋してごめんなさい」
  - 「コーラス・ライン」（訳詞）
- 梓みちよ
  - 「来ないあいつ」
  - 「街頭占い」
- 東てる美
  - 「愛の流れ」
  - 「タイム・リミット」
- 麻生よう子
  - 「人は旅人」　
  - 「話相手」
  - 「夕風」
  - 「一人にしないで」
  - 「寂しがりやに愛をこめて」
- あべ静江
  - 「ゆらめき」
  - 「まぶしすぎる春」
- 荒川つとむ
  - 「ふたりの絆」
  - 「哀愁の渚」
- 荒木由美子
  - 「気まぐれ ジョーク」
- 有馬えり
  - 「おやすみのあとに」
- 池上季実子
  - 「夢ごこち」
  - 「お変りないですか」
- 石立鉄男・山内絵美子
  - 「優しさゲーム」
  - 「チェイス」
- 岩崎宏美
  - 「ヴェニスの花嫁」、1978年4月5日発売（アルバム『二十才前…』収録）
  - 「暁」、1978年4月5日発売（アルバム『二十才前…』収録）
- 伊藤咲子
  - 「寒い夏」、1978年5月5日発売（同名シングル）
  - 「夢ごごち」、1978年5月5日発売（シングル「寒い夏」B面）
  - 「つぶやきあつめ」、1978年9月5日発売（同名シングル）
  - 「さん・びょう・し」、1978年9月5日発売（シングル「つぶやきあつめ」B面）
  - アルバム『おるごおる』、1978年7月5日発売（収録全曲の作詞）
  - 「筋書き」
  - 「草原の夜明け」
  - 「今夜はちょっといい気分」
  - 「孤独のなかで」
  - 「ホリデイ・イン・ハワイ」
  - 「スカイ・ラウンジ」
  - 「ペガサス」
- 浦部雅美
  - 「少し遠出をしてみませんか」、1976年9月25日発売（同名シングル）
  - 「さよならの時」
- 江原由希子
  - 「ようこそアンモラルへ」
  - 「悲しきイヤリング」
- 大沢逸美
  - 「途上・オフビート」
  - 「太陽はひとりぼっち」
- 大杉久美子
  - 「ボンジュール！」
- 小田陽子
  - 「くもりガラスの愛」
  - 「夢織人」
- 小野寺昭「燃えてるあいつ」、1976年発売（同名シングル）
- 狩人
  - 「悲しみ・クライマックス」
  - 「引き潮」
  - 「まつり挽歌」
  - 「インカ」
  - 「時の休止符」
  - 「愛はアンニュイ」
  - 「もどり梅雨」
  - 「エピローグ」
  - 「美しい客人」
- 河合美智子
  - 「サマー・ホリデー」、1983年7月10日発売（同名シングル）
  - 「敏感エイジ」
- 川島なお美
  - 「あなたの胸はドリーム・ランド」
- 岸本加世子
  - 「裸の花嫁」、1977年11月25日発売（同名シングル）
  - 「悲しみの街角」
- キューピット
  - 「愛のデュエット」（日本語詞）、1978年9月25日発売（同名シングル）
- 草川祐馬
  - 「深刻振るのはらしくない」
  - 「何かが起こる」
  - 「青い休暇」
  - 「危険な遊び」
- 香坂みゆき
  - 「たそがれカフェ・テラス」
- こおろぎ'73
  - 「太陽みたいな女の子」
- こだまふうこ
  - 「バラ色の人生」（日本語訳）
- 佐良直美
  - 「アトランダム」
- 桜田淳子
  - 「ナイト・スポット」
  - 「夕焼けの向こうまで」
- 沢田亜矢子
  - 「エアポケット」
  - 「都会のやさしさ」
- 沢田聖子
  - 「キャンパススケッチ」、1979年5月25日発売（同名シングル）
  - 「雨の日のサンシャイン」、1981年9月5日発売（同名シングル）
  - 「渚でアプローチ」、1983年3月20日発売（アルバム『流れる季節の中で』収録）
  - 「何度恋しても…」、1983年3月20日発売（アルバム『流れる季節の中で』収録）
  - 「ラスト・バケイション」、1983年3月20日発売（アルバム『流れる季節の中で』収録）
  - 「雪ひとひらに」、1983年11月21日発売（アルバム『ターニング・ポイント』収録）
  - 「ターニング・ポイント」、1983年11月21日発売（アルバム『ターニング・ポイント』収録）
  - 「にぎやかな悲しみ」、1983年11月21日発売（アルバム『ターニング・ポイント』収録）
  - 「行きくれて…行きついて」、1983年11月21日発売（アルバム『ターニング・ポイント』収録）
  - 「優しくして…」、1983年11月21日発売（アルバム『ターニング・ポイント』収録）
  - 「夏頃咲き頃Lady」、1984年5月21日発売（アルバム『風の予感』収録）
- シグナル
  - 「ハートブレイク・シーズン」、1979年4月1日発売（アルバム『トリプル・マインド』収録）
  - 「BGMはため息で」、1979年5月1日発売同名シングル
- しばたはつみ
  - 「バック・シート・ドール」
  - 「RAINY TWILIGHT」
  - 「NEW YORK CITY RHYTHM 都会に紛れて」（訳詞）
  - 「DON’T SIT DOWN セクシー・ブギ」（訳詞）
  - 「CAN YOU READ MY MIND 背徳」（訳詞）
  - 「BIG SHOT 真夏のひとり旅」（訳詞）」
  - 「IT’S THE FALLING IN LOVE バイバイ・ジュエル」（訳詞）
  - 「HOT STUFF 悪の華」（訳詞）
  - 「ラテン・ナイト」
- 渋谷哲平
  - 「スタント・マン」、1978年10月1日発売（同名シングル）
  - 「ラブ・ファイター」（シングル「スタント・マン」B面）
  - 「涙なき旅立ち」
  - 「おやすみ恋人よ」
  - 「標的」、1979年2月1日発売（同名シングル）
  - 「恥っさらし」（シングル「標的」B面）
  - 「極み」
  - 「タランチュラ」
  - 「ロマンチストになりきって」
  - 「ジョージの消息」
  - 「ニュー・フェイスによろしくな」
  - 「For You」（補作詞）
  - 「ジャンピング・ジャック・フラッシュ」、1979年5月10日発売（同名シングル）
  - 「ハッピー・エンドに興味はない」（シングル「ジャンピング・ジャック・フラッシュ」B面）
  - 「夜明けのDirty-City」
  - 「紅茶一杯のひととき」
- 志穂美悦子
  - 「影法師」
  - 「白いシャツ」
  - 「あなたが笑う時」　
  - 「涙が乾けば帰れない」
  - 「恋はいたずら」
  - 「恋のサタディー・ナイト」
  - 「誘われてYOKOHAMA」
  - 「二人の愛はしあわせ模様」
  - 「あなたがすべてと言える時まで」
  - 「恋は手探り」
  - 「雨上がり」
  - 「彼の車はオンボロ車」
  - 「旅の途中で」
  - 「金のピアス」
- スペース・ロボット
  - 「戦え!ルーク」
  - 「夢々探検隊」
- 関田昇介
  - 「はいからさんが通る」（作曲：関田昇介）
  - 「ごきげんいかが?紅緒です」
- 芹洋子
  - 「旅にでたい」
  - 「ハートは大騒ぎ」
  - 「虹の少女」
- 高橋真梨子
  - 「もしかしたら」
  - 「素足が似合う街で」
- 竹下景子
  - 「結婚してもいいですか」、1978年5月発売（同名シングル）
  - 「砂漢」
- たやまと夕子
  - 「人恋しくて」、1975年9月発売（アルバム『暮れそで暮れない黄昏どきは』収録）
  - 「雨の交差点」、1975年9月発売（同名シングル）
- 田山雅充
  - 「春うらら」（補作詞）、1976年2月26日発売（同名シングル）
  - 「写真」
  - 「お嫁に行くんだってね」
  - 「ふらふら」
  - 「夏の終りに」
  - 「プロポーズ」
  - 「過去へは戻れない」
  - 「古いアコーディオン」
  - 「二人だけの誓い」
  - 「三年目にきた別れ」
  - 「小さな会話」
  - 「女ってやつは」
  - 「愛の幕開け」
  - 「今夜あたりは」
  - 「さよならの一言」
  - 「手まくら」
  - 「久し振り」
  - 「あなたは夕陽を見ましたか」
  - 「紅葉」
  - 「姫スイレン」
  - 「桃の花酒」
  - 「モノローグ」
  - 「旅に出たい」
  - 「愛することから始めてみませんか」
  - 「淋しい夜だから」
  - 「冬枯れの街」
  - 「夜露」
  - 「1と1/2の人生」
  - 「巡恋譜」
  - 「てるてる坊主」
  - 「こぼれ松葉」
- 中野知子
  - 「裏を返せば」、1979年4月1日発売（同名シングル）
  - 「マイ・クール・サマー」
- 中森明菜
  - 「条件反射」（シングル「スローモーション」B面、アルバム『プロローグ〈序幕〉』収録）
  - 「Tシャツ・サンセット」（アルバム『プロローグ〈序幕〉』収録）　
  - 「A型メランコリー」（アルバム『プロローグ〈序幕〉』収録）
  - 「夢判断」 （シングル「少女A」B面）
  - 「脆い午後」（アルバム『バリエーション〈変奏曲〉』収録）
  - 「ヨコハマA・KU・MA」（アルバム『バリエーション〈変奏曲〉』収録）　　　 　
  - 「メルヘン・ロケーション」（アルバム『バリエーション〈変奏曲〉』収録）
  - 「アイツはジョーク」（アルバム『ファンタジー〈幻想曲〉』収録）
- ハイ・ファイ・セット
  - 「少しだけまわり道」（竜真知子と共作）
  - 「微笑の翳り」
- 林紀恵
  - 「えとらんぜ」、1981年3月21日発売（同名シングル）
  - 「16キラリズム」、1981年3月21日発売シングル「えとらんぜ」B面
  - 「太陽の恋人たち」、1981年6月21日発売シングル「素敵なラブ♥モーション」B面
  - 「微笑の花束」、1981年7月発売アルバム「TROPICAL JUMP」収録
  - 「森に眠る手紙」、1981年7月発売アルバム「TROPICAL JUMP」収録
  - 「春のくすぐり」、1982年1月21日発売シングル「影踏みシティー」B面
- ばんばひろふみ
  - 「三日間の空白」、1979年9月21日発売（シングル「SACHIKO」B面）
- ヒロシ&キーボー
  - 「優しさゲーム」
- 弘田三枝子
  - 「川の向こうに」
  - 「他人事みたいに」
- ブービーズ
  - 「白い旅立ち」
- 堀ちえみ
  - 「おもいっきりにダイビング」、1982年5月21日発売（アルバム『少女』収録）
  - 「ふしぎ七色」、1982年5月21日発売（アルバム『少女』収録）
  - 「幸せはモザイク」、1982年8月21日発売（シングル「待ちぼうけ」B面）
  - 「Fly」、1982年11月21日発売（アルバム『夢日記』収録）
  - 「真夏の少女」、1982年6月21日発売（同名シングル）、1982年11月21日発売（アルバム『夢日記』収録）
  - 「2冊目の日記帳」、1982年11月21日発売（アルバム『夢日記』収録）
  - 「雨上がりご用心」、1983年3月21日発売（アルバム『心の扉 〜ちえみMyself〜』収録）
- 牧口昌代
  - 「春がきたら」、1984年2月発売（同名シングル）
- 松原みき
  - 「Fancy Free」、1979年12月5日発売（シングル「愛はエネルギー」B面）
  - 「It's So Creamy」、1980年1月21日発売（アルバム『POCKET PARK』収録）
- 南沙織
  - 「人恋しくて」、1975年8月1日発売（同名シングル）
    - 「ひとつぶの涙」、上記曲B面

  - 「窓灯り」、1975年12月5日発売アルバム「人恋しくて」収録
  - 「気がむけば電話して」、1976年3月1日発売（同名シングル）
    - 「ふりむいた朝」、上記曲B面

  - 「泣きだしそうな空模様」、1976年4月発売アルバム「素顔のままで」収録
  - 「近頃二人は」、アルバム「素顔のままで」収録
  - 「素顔のままで」、アルバム「素顔のままで」収録
  - 「編みかけの手袋」、アルバム「素顔のままで」収録
  - 「灰になった手紙」、アルバム「素顔のままで」収録
  - 「空色のインクで」、1976年9月1日発売シングル「哀しい妖精」B面
  - 「朝もやの中で」、1976年9月21日発売アルバム「哀しい妖精」収録
  - 「写真」、アルバム「哀しい妖精」収録
  - 「PEOPLE TALK （輝く瞳）」（訳詞）、1976年12月21日発売アルバム「ジャニスへの手紙」収録
  - 「ONE MORE TOMORROW （長い帰り道）」（訳詞）、アルバム「ジャニスへの手紙」収録
  - 「SWALLOW SONG （つばめの歌）」（訳詞）、アルバム「ジャニスへの手紙」収録
  - 「第三者」、1977年8月21日発売アルバム「Hello!Cynthia」収録
  - 「ピ・リ・オ・ド」、アルバム「Hello!Cynthia」収録
  - 「プロフィール」、アルバム「Hello!Cynthia」収録
  - 「悲しきヒロイン」、1978年6月1日発売アルバム「I've been mellow」収録
  - 「最後のおとしもの」、アルバム「I've been mellow」収録
  - 「ジョーのコンサート」、アルバム「I've been mellow」収録
  - 「グッバイガール」、1978年10月21日発売（同名シングル、訳詞）
- 宮本典子
  - 「Just Samba」
  - 「ボーカリスト」
- 村田有美
  - 「クリシュナ」
  - 「Morning Telephone」
  - 「Midnight Communication」
  - 「街角で」
- 由紀さおり
  - 「めぐり逢い」
  - 「手まくら」
- ザ・リリーズ
  - 「甘酸っぱい恋の夏」　
  - 「お風呂上り」

#### 神田エミ名義
すべて1986年3月以降に使用された筆名である。
- 井上千鶴
  - 『唇とめないで』、1986年4月21日発売（作曲：高橋研、シングル『抱きしめてBOY』B面）
  - 『言わないGOOD-LUCK』、1986年7月21日発売（作曲：高橋研、アルバム『抱きしめてBOY』所収）
- 岩井小百合
  - 『悲しいテレパシー』、1986年3月5日発売（作曲：馬場孝幸、アルバム『ナチュラリー』収録）
  - 『ONE SHOT LOVE』、1986年3月5日発売（作曲：タケカワユキヒデ、アルバム『ナチュラリー』収録）
  - 『SILENT BEAUTY』、1986年3月5日発売（作曲：岩井小百合、アルバム『ナチュラリー』収録）
- 北原和歌子
  - 『ノック・オン・マイ・メモリー』、1986年（作曲：長岡長二郎、アルバム『JE TE VEUX』収録）
- 佐門慶一
  - 『クラッシュ・ザ・ナイト』、1986年（作曲：濱田金吾）
  - 『10オンスの魂』、1986年（作曲：MAKOTO.K）
- 少年隊
  - 『ミュージカルPLAYZONE “MYSTERY”』のための楽曲（同名VHS, 1986年9月5日発売）
    - 『ダイヤモンド・アイズ』、1986年7月7日発売（川田多摩喜との共作、作曲：長沢ヒロ）
    - 『ジャストサスペンス』（作曲：井上堯之）
    - 『星に乗って宇宙の果てへ』（作曲：井上堯之）
    - 『ミステリー・ゾーン』（作曲：井上堯之）
    - 『夢・きらめき・ダンシング』（作曲：井上堯之）
    - 『YOROSHIKU! NEWYORK』（作曲井上堯之）
- ストロベリー	
  - 『異空間』、1986年（作曲：三室のぼる）
  - 『一秒ごとドラマティック』、1986年（作曲：三室のぼる）
  - 『25時の夢』、1986年（作曲：三室のぼる）
  - 『EXIT』、1986年（作曲：三室のぼる）
  - 『I WISH YOU MORE』、1986年（作曲：三室のぼる）
- 徳永英明
  - 『夢に抱かれて』、1986年8月21日発売（作曲：徳永英明、アルバム『radio』） - 旭化成ホームズ『ヘーベルハウス』CMソング
- 内藤やす子
  - 『恋心』（作曲：松井忠重）
  - 『ラスト・ラブ』（作曲：高埜秀一）
  - 『落日』、1988年2月21日発売（作曲：G.Nannini、同名シングル日本語詞）
  - 　『雨』
- 萩原健一
  - 『GIMME YOUR LOVE』、1987年（作曲：井上堯之、アルバム『STRAIGHT LIGHT』収録）
- HONEY&B-BOYS
  - 『MY WISH』、1987年（作曲：村田和人、アルバム『バック・トゥ・フリスコ』収録）
  - 『WINE LIGHT』、1987年（作曲：山本圭右、アルバム『バック・トゥ・フリスコ』収録）
- 日髙のり子
  - 『イメージ違反』、1986年4月21日発売（作曲：松田良、アルバム『南風に吹かれて』収録）
- 藤崎あや
  - 『派手にTRICK』、1986年（作曲：和泉常寛、アルバム『Stay with me tonight』収録）